# Балабін Євген Іванович
Євген Іванович Балабін (нар. 22 грудня 1879, Область Війська Донського — пом. 27 жовтня 1973, Відень) — військовий діяч, донський козак, офіцер Російської імперії, генерал-лейтенант. Учасник Першої світової і Громадянської воєн, революційних подій 1917—1921 років на українських землях. Під час Другої світової війни підтримав німецьку армію в боротьбі з більшовизмом за допомогою козацтва.

## Початок військової діяльності
Євген Балабін народився на кінозаводському хуторі біля річки Манич (Область Війська Донського; - нині Семикаракорського району Ростовської області Російської Федерації) в родині козацького полковника. Навчався в Донському кадетському корпусі в 1890—1898 рр. та Миколаївському кавалерійському училищі. Випущений хорунжим в 1900 році в Лейб-гвардії козацький Його Величності полк.
У 1904 році був пожалуваний у сотники. У 1908 році отримав військове звання під'єсаул. Через два роки у1910 р. був призначений командиром 3-ї сотні. З 1912 р. — військове звання осавула. У 1913 році  Євген Балабін був призначений командиром сотні Його Величності.

## Перша світова війна
У 1915 році отримує військове звання полковника. Також  Євгена Балабіна переводять на посаду помічника командира полку по стройовій частині.
З 29 квітня 1916 р. він командир 12-го Донського князя Потьомкіна-Таврійського полку.
Навесні 1917 р. — за вівагу, проявлену у боях він отримання військове звання генерал-майора. А 19 серпня 1917 року призначений командиром 2-ї бригади 9-ї Донської козацької дивізії. 9 січня 1918 року  Євген Балабін був переведений на посаду начальника цієї дивізії, що знаходилася на той час у місті Новочеркаську.

## Революційні події 1918—1920 років
У 1918 р.  Євген Балабін перебува на посаді командувача бойовою лінією оборони Новочеркаська. Після обрання Петра Краснова отаманом Війська Донського Євген Балабін призначається членом Донського уряду і завідувачем відділу конярства армії.
20 липня 1919 року наказом по Донському війську він отримав військове звання генерал-лейтенант. А 6 березня 1920 року виїхав з Новоросійська в еміграцію до Константинополя.

## Еміграція, Друга світова війна
У грудні 1921 року Євген Балабін переїхав до Чехословаччини. З січня 1922 р. по 1938 р. він працював вихователем та викладачем російської гімназії. Після окупації Німеччиною Чехії очолив «Загальнокозацьке Об'єднання у Протектораті Богемія (Чехія) та Моравія». З 1940 року організація об'єднала козацькі організації на території Німеччини, Угорщини та окупованих ними країн і стала іменуватися «Загальнокозацьке Об'єднання в Німецькій імперії, Словаччині та Угорщині», а Євген Балабін став її отаманом (1940—1945 рр.).
У 1944 р. був запрошений Андрієм Власовим до складу Комітету визволення народів Росії. З травня 1945 по травень 1947 років Євген Балабін переховувався поблизу Зальцбурга в Австрії. У червні 1947 року, рятуючись від видачі до СРСР, він виїхав до Південної Америки. Пізніше повернувся на територію Австрії.

## Нагороди (в хронологічному порядку)
- 1909 р. — орден Святої Анни 3 ступеня
- 1912 р. — орден Святого Станіслава 2 ступеня
- 1914 р. — орден Святої Анни 2 ступеня з мечами
- 1915 р. — орден Святого Володимира 4 ступеня з мечами і бантом.
- 1916 р. — орден Святого Володимира 3 ст. з мечами.

## Твори
- Воспоминания: «Далёкое и близкое, старое и новое» ISBN 978-5-9524-3718-0 (рос.)

## Родина
Дружина: Олександра В'ячеславівна Воробйова, донька інженера шляхів сполучення (одружилися у 1906 році).
Брат: Микола Іванович Балабін (1868—1918) — полковник, начальник Іркутського губернського жандармського управління (1914—1917 рр.), заарештовував письменника Максима Горького (11 січня 1905 року).